# 冨田開
冨田 開（とみた かい、1999年5月23日 - ）は、青森県三沢市出身のプロアイスホッケー選手。ポジションはゴールテンダー。アジアリーグアイスホッケーの横浜GRITSに所属。

## 経歴
早稲田実業学校高等部を中退し、ニューイングランド大学に進学した後、2024年6月14日にアジアリーグアイスホッケーの横浜GRITSに入団した。21試合出場し、被シュート数675本、618本をセーブという結果を残し、新人賞を獲得した。

2025年4月25日に横浜GRITSとの2025-2026 シーズン契約継続を発表した。

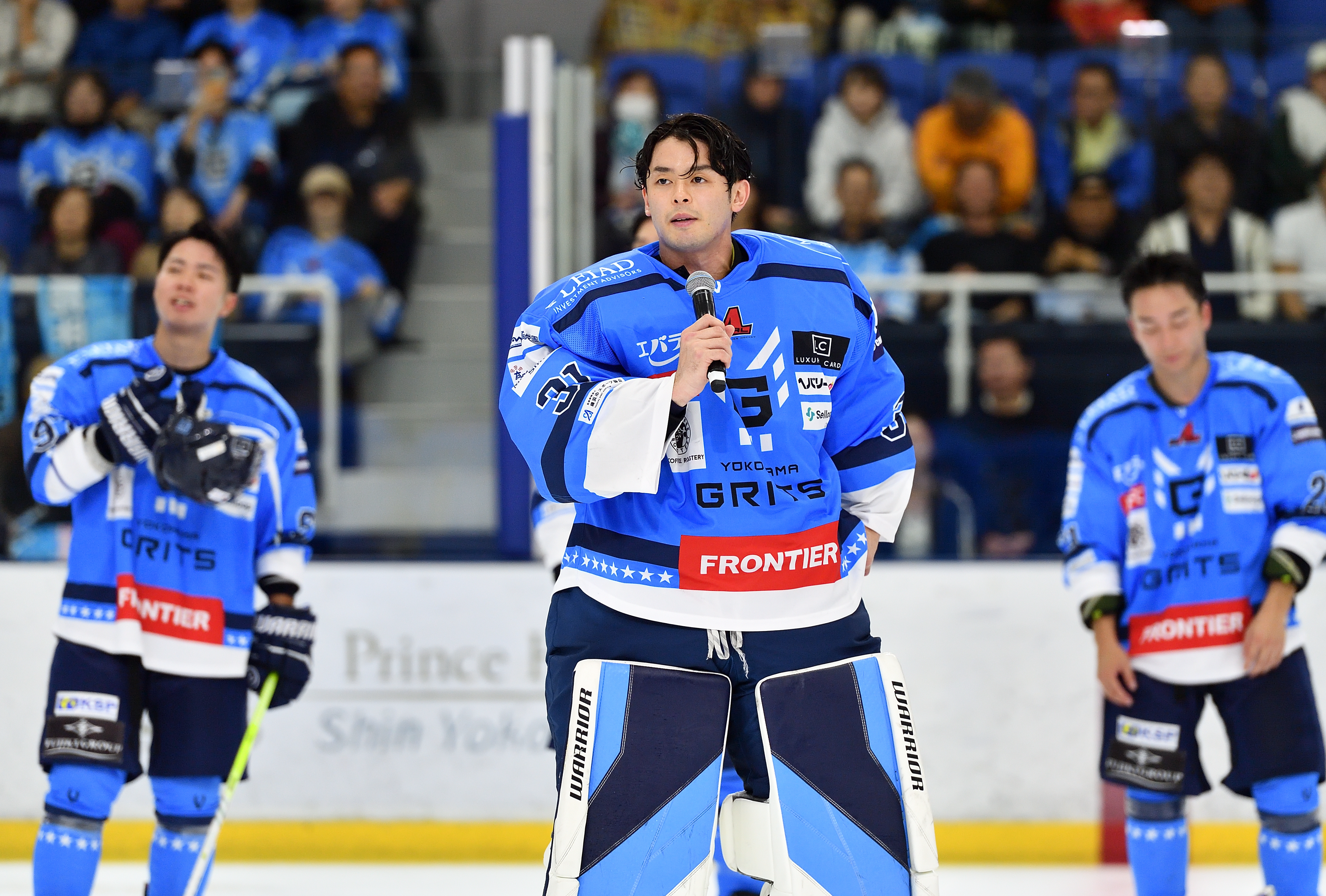
開幕戦で挨拶する冨田